# 라디카 마단
라디카 마단(힌디어: राधिका मदन, 영어: Radhika Madan, 1995년 5월 1일 ~ )은 인도의 배우이다.

## 같이 보기
- 인도 영화 배우 목록